# Ган, Карл Фёдорович
Карл Фёдорович Ган (1848—1925) — российский педагог, кавказовед.

## Биография
Родился 29 апреля 1848 года в Германии: в Фридрихстале (Шварцвальд). Начальное и среднее образование он получил в родном городе; высшее образование — в Тюбингенском и Новороссийском университетах, где изучал теологию и филологию. В 1870 году он получил должность викария в Рейхенбахе, участвовал в франко-прусской войне 1870—1871 годов в качестве санитара медицинской службы.
В 1872 году он приехал в Тифлис и навсегда связал свою жизнь с Кавказом. Вначале был придворным учителем наместника Кавказа великого князя Михаила Николаевича; с 1874 года и до конца жизни работал в учебных заведениях Тифлиса. В разное время он был учителем первой мужской классической гимназии, кадетского корпуса, высших женских курсов. Был преподавателем политехнического факультета Национального университетеа Грузии, старшим преподавателем немецкой реальной гимназии, директором первой женской гимназии. Преподавал немецкий, греческий и латинский языки.
В 1875 году он женился на 19-летней Хелене фон Франкен, дочери художников Пауля фон Франкен и Хелене Кебер.
Во время русско-турецкой войны 1877—1878 гг. Карл фон Ган был полномочным представителем русского Красного Креста. 
В диапазон научных интересов Карла фон Гана входили история, этнография, педагогика, биология, геология. Был членом Кавказского отделения Московского археологического общества, Кавказского отделения Русского географического общества и др. Его статьи были опубликованы в таких русско- и немецкоязычных научных изданиях, как Сборник материалов для описания местностей и племён Кавказа, «Известия Кавказского отделения Российского географического общества», «Известия Кавказского отделения Московского археологического общества» и др. Часть его многочисленных трудов, написанных на немецком и русском языках, была издана отдельными монографиями. Основной его труд — «Известия древних греческих и римских писателей о Кавказе»; первая часть («От Гомера до 6-го столетия по р. х.») была напечатана в 1884 году, вторая часть («Византийские писатели : А. Лазика и Иберия») — в 1890 году. Третья часть — сведения средневековых итальянских авторов о Кавказе была запланирована им, но не напечатана. С 1888 года, почти ежегодно, он организовывал научно-исследовательские экспедиции по Кавказу и Закавказью, отчёты о которых публиковал на русском и немецком языках.
Им также публиковались, с 1907 года, материалы, посвящённые топонимике Кавказа. В 1913 году он составил и напечатал «Краткий путеводитель по Кавказу» (62 с., 2 л. карт).
В 1912 году в книге «Кавказский музей (Тифлис). Коллекции Кавказского музея, обработанные совместно с учёными специалистами и изданные др. Г. И. Радде, директором Кавказского музея и Публичной библиотеки в Тифлисе» была помещена биография Г. И. Радде, составленная К. Ф. Ганом.
В 1924 году в Штутгарте он опубликовал учебник «Географии Грузии» на немецком языке.
Умер 16 августа 1925 года в Тифлисе, где и был похоронен.